# Isnard du Bar
Isnard du Bar, souvent nommé Isnard de Bar (en Italien et en Latin Isnardo de Alborno),, est un chevalier de l'ordre de Saint-Jean de Jérusalem provençal, qui sert les grands maîtres Hélion de Villeneuve, Dieudonné de Gozon, Pierre de Corneillan et Roger des Pins, les rois de Naples Robert Ier et Jeanne Ire, et les papes Jean XXII et Clément VI[réf. à confirmer].

## Biographie

### Famille
Isnard du Bar est le fils d'Isnard II du Bar (ou Isnard II de Grasse, ou Isnard II de Grasse de Bar), seigneur d'Antibes, du Bar, de Sartoux, de Saint-Paul-de-Vence, etc., et d'Alazie de Marseille, fille de Guillaume de Marseille, seigneur de Fos-sur-Mer.
Son père est un chevalier de légende qui a fait partie des 100 chevaliers choisis par Charles Ier d'Anjou pour affronter à ses côtés le roi d'Aragon, dans un « combat singulier » que le roi d'Angleterre devait arbitrer à Bordeaux, le 1er juin 1283 et qui n'a finalement jamais eu lieu,. Isnard II de Grasse fait partie de l'expédition de Tunis en 1270 et reçoit en 1300, du roi Charles II de Naples une pension pour les services qu'il a rendus.
Rambaud IV de Grasse du Bar, le frère aîné d'Isnard fait partie des chevaliers provençaux qui entourent Charles de Calabre, en 1327, quand celui-ci s'oppose à la descente en Italie de l'empereur Louis de Bavière. Il est viguier de Marseille pour l'année 1331, son frère Bertrand l'a été pour l'année 1321.
Isnard du Bar est l'oncle de Jean Montréal du Bar dont les chroniqueurs et la tradition historiographique italienne ont fait « Fra Moriale », l'un des capitaines de Compagnie d'aventure les plus féroces de son époque. Sans doute celui-ci obtient-il grâce à la position de son oncle, dès 1334, du couvent de l'ordre de Saint-Jean de Jérusalem, la promesse d'une commanderie et devient, en 1336, commandeur de Sainte-Euphémie-du-golfe. Il rompt néanmoins avec l'Ordre pour s'impliquer à la tête d'une compagnie de mercenaires dans les épisodes de la guerre civile qui oppose les héritiers du roi Robert, puis dans les convulsions politiques des états pontificaux. Il a cessé, en 1347, d'être commandeur de Sainte-Euphémie-du-golfe, et il est exécuté, à Rome, semble-t-il pour des questions d'intérêt, le 29 août 1354 sur ordre de Cola di Rienzo[réf. à confirmer]. Ni ses méfaits, ni ses trahisons n'ont entamé le crédit dont jouissent son oncle Isnard et son frère Bertrand auprès du pape Innocent VI, du roi Louis et de la reine Jeanne.

### Chevalier de l'ordre de Saint-Jean de Jérusalem

#### Commandeur de Ruou
Isnard du Bar devient chevalier de l'ordre de Saint-Jean de Jérusalem et accède rapidement à des postes de responsabilité grâce à la confiance que le grand maître Hélion de Villeneuve lui témoigne. 
Le 22 novembre 1307, par la bulle Pastoralis preeminentie, le pape Clément V ordonne à tous les souverains chrétiens d’arrêter les Templiers qui se trouvent dans leurs États. L'opération policière est exécutée en Provence le 24 janvier 1308 et les jours qui suivent : les officiers du comte arrêtent les Templiers, dressent des inventaires et placent leurs biens sous séquestre jusqu’à ce que le siège apostolique ou le comte en décide autrement, et prennent des dispositions afin que leurs revenus récurrents et que le produit de leurs activités notamment agricoles ne soient pas affectés et continuent d'être collectés. Le 5 septembre 1309, le pape Clément V nomme Guillaume de Mandagout, archevêque d'Embrun, et Arnaud de Faugères, archevêque d'Arles, curateurs de biens de l'ordre du Temple pour les comtés de Provence et de Forcalquier. Le 22 septembre 1309, le roi Robert ordonne au sénéchal Raynald de Lecto de remettre aux curateurs les biens et les revenus que les officiers du comte ont confisqué aux Templiers. Le sénéchal délègue l'action à Michel Elion, notaire de la cour de justice d'Aix-en-Provence en le munissant d'instructions contradictoires qui émettent des réserves à propos des biens qui doivent être restitués. Celui-ci entreprend avec Bertrand Milon, un chanoine de Carpentras que les curateurs ont désigné pour recevoir les biens en leur nom, une tournée qui commence le 30 septembre 1309, qui dure tout l'automne et une partie de l'hiver et à l'issue de laquelle il est difficile de savoir, localement, quels biens ont été réellement remis au chanoine. La commanderie templière du Ruou fait en revanche l'objet d'un accord, le 25 janvier 1315 entre le commandeur de l'ordre de Saint-Jean de Jérusalem de Manosque et le juge des premières appellations de Provence qui constate sa remise aux Hospitaliers. La remise des biens de l'ordre du Temple à l'ordre de Saint-Jean de Jérusalem, dure, en Provence jusqu'en 1320 au moins.
Dès le 25 septembre 1323, il porte le titre de commandeur de Ruou. Il est l'un des dignitaires de l'Ordre qui sont assemblés à Manosque pour approuver l’installation à Aix-en-Provence, des Clarisses dont Hélion de Villeneuve était convenu à la demande de la reine de Naples et comtesse de Provence Sancia de Majorque.

#### Négociateur final de l'acquisition du comté d'Alife
En 1324, il est chargé de finaliser, sous l'autorité du cardinal Bertrand de Montfavès, l'échange avec Arnauld de Trian, neveu du pape Jean XXII du comté d'Alife contre plusieurs seigneuries, droits seigneuriaux et biens que l'ordre de Saint-Jean de Jérusalem détient en Haute Provence.
Selon leur contemporain Niccolò di Alife (it), l'ordre de Saint-Jean de Jérusalem acquit, au royaume de Naples, le comté d'Alife (it) dont le prieur de Capoue était le précepteur. Le comté d'Alife comprenait les villes d'Alife en Terre de Labour, de Bojano au comté de Molise, et la seigneurie de Celle en Capitanate[réf. à confirmer]. Arnaud de Trians y ajoute la seigneurie d' Oliveto Lucano et la moitié de celle de Lavello, en Basilicate.
L'ordre de Saint-Jean de Jérusalem avait cédé, en échange, le château de Tallard, et les châteaux et villages de Lardier, La Saulce, Pelleautier et Neffes. Et y avait ajouté, sous l'autorité d'Arnaud de Villeneuve le frère du grand maître, de Raymond de Villeneuve , et de Gaillard de Saumate, archevêque d'Arles, sous la surveillance du cardinal de Montfavès, afin de compenser la différence de valeurs de ces biens, les seigneuries de Saint-Julien-le-Montagnier, Montmeyan, Montfort, Régusse et les moulins de La Roquette-sur-Var.   
Cet échange, approuvé par le Pape Jean XXII, le 1er août 1326, justifie la suppression de la commanderie de Tallard, et la dévolution de ses biens restants d'abord à la commanderie d'Embrun, puis après la suppression de celle-ci à la commanderie de Gap.

#### Commandeur d'Aix-en-Provence et prieur de Capoue
Isnard du Bar est promu commandeur d’Aix-en-Provence le 22 janvier 1334. 
Isnard du Bar est élu, en 1334, prieur de l'ordre de Saint-Jean de Jérusalem de Capoue. Il dirige ce prieuré de 1336 à 1365, mais continue néanmoins à diriger la commanderie d'Aix-en-Provence jusqu'en 1351 au moins.
Les établissements des Hospitaliers, dans les royaumes de Naples et de Sicile, appartenaient alors à deux catégories différentes : les prieurés et les « bayllis par chapitre général ». Ces dernières ne dépendaient pas des prieurés, mais du chapitre général de l'Ordre, c'est-à-dire, le plus souvent de la « Langue de Provence », dont les maisons étaient les plus peuplées et les plus nombreuses, qui pouvait les diriger directement, ou en confier la gestion au grand maître. Les prieurés étaient ceux de Capoue, de Barletta et de Messine, les baillies étaient constituées par les commanderies de Saint-Jean près de la mer (it) à Naples, de Sainte-Euphémie-du-golfe à Lamezia Terme en Calabre, de l'abbaye de la Trinité de Venosa en Basilicate, de Saint-Étienne de Monopoli en Pouilles, et du comté d'Alife[réf. à confirmer].
Le 20 août 1340, le grand maître Hélion de Villeneuve commet Isnard du Bar du choix de sa sépulture dans l'église Saint-Jean d'Aix-en-Provence.
En 1343, Isnard du Bar, prieur de Capoue, prend part avec Guillaume de Reillanne, prieur de Saint-Gilles, et 
En 1344, Isnard du Bar, prieur de Capoue, Odon de Montaigu, prieur d'Auvergne de l'ordre de Saint-Jean de Jérusalem, et Pierre Plantier, lieutenant de ce dernier, sont désignés par le grand maitre de l'Ordre, Hélion de Villeneuve, visiteurs, chargé de s'assurer de l'observation des préceptes du Chapitre général,.
Le 11 août 1345, Isnard du Bar, commandeur d'Aix-en-Provence, reçoit dans l'ordre de Saint-Jean de Jérusalem, Geoffroy Monge, issu d'une famille noble d'Aix-en-Provence qui fait don à l'Ordre de l'ensemble de ses biens.

#### Représentant de la curie pendant la croisade de 1346
Le 15 juin 1346, Isnard du Bar est chargé du commandement de deux galères pontificales, armées à Gênes, qui sont chargées de porter à Humbert II les soldes dues aux marins pontificaux engagés dans la « croisades smyrniotes de 1346 ». Néanmoins, les galères dont il a la charge n'ont pas quitté Gênes le 19 aout 1346.
Le 28 novembre 1346, Isnard du Bar, qui participe, sous le titre de Prieur de Capoue, à la « croisades smyrniotes de 1346 » en tant que commandant de la flotte papale et Hospitalière, fait partie, aux côtés du grand maître Dieudonné de Gozon, des conseillers dont le pape Clément VI recommande au Dauphin Humbert II de Viennois de suivre les avis, dans le cadre de la discussion de la trêve qu'il envisage de négocier avec ses adversaires turcs[réf. à confirmer],.
En 1357, Isnard du Bar est Lieutenant pour le grand maître de l'ordre de Saint-Jean de Jérusalem au royaume de Naples. En 1358, il dirige une expédition maritime ordonnée par le grand maître qui a pour objectif de transférer à Rhodes un certain nombre de chevaliers et des capitaux.

#### Liquidateur du comté d'Alife
À partir de 1360, Isnard du Bar conduit, pour le compte de l'ordre de Saint-Jean de Jérusalem, le processus qui consiste à échanger le comté d'Alife qui s'est révélé difficile à administrer à cause de la guerre civile, contre des propriétés urbaines à Naples et à Aversa. Il conduit l'affaire avec une honnêteté que ses contemporains trouvent discutable notamment dans ses rapports avec les puissants du royaume comme Goffredo Marzano, comte de Squillace, grand amiral du royaume de Naples, qui avait occupé Alife pendant des années. Le 29 avril 1361, il échange avec Isabella Savelli, veuve d'Orso Orsini seigneur de Tagliacozzo et tutrice de leur fils Rainaldo, le château de Celle et divers biens en Abruzzes contre des biens équivalents qu'elle doit acquérir à Aversa et pour lesquels, elle dépose une caution de 2 000 florins.
Le 13 septembre 1361, Isnard du Bar, prieur de Capoue, comte d'Alife, commandeur d'Aix en Provence, de Naples, et de Sainte Euphémie, intervient auprès du sénéchal de Provence, Mathieu Gervaldo, en faveur des habitants de Ginasservis et de Vinon dont les officiers du comte de Provence exigent le droit de cavalcade et qui en sont exemptés, en tant que vassaux de l'ordre de Saint-Jean de Jérusalem, aux termes d'un accord qui avait été convenu, le 28 juillet 1262, entre le comte Charles Ier et le prieur de Saint-Gilles Féraud de Baras.

### Familier du roi Robert et de la reine JeanneIre
En 1338, Isnard du Bar reçoit du roi Robert, le titre honorifique de familier du roi, il le conserve sous le règne de Jeanne Ire,.
En 1347, il assure à titre intérimaire les fonctions de sénéchal de Provence pour le compte de Filippo Sanginetto[réf. à confirmer],,.
Le 27 juillet 1348, il reçoit de la reine Jeanne, sous réserve qu'elles restent dans des mains laïques, les parts que le comte de Provence possède dans les seigneuries du Mas et d’Aiglun. Ces droits qui comprennent le mère et mixte empire et quelques autres redevances représentent environ 15 livres de revenu annuel.
Il donne la première, le 18 mai 1349, à son cousin germain, du côté de sa mère, Pons des Ferres. Bertrand De Grasse du Bar auquel le roi Louis de Tarente et la reine Jeanne donnent, le 28 mai 1351, les seigneuries ou co-seigneuries d'Èze, de Peille, de Sospel et de l'Île Sainte-Marguerite, hérite d'Aiglun lors de son décès.

### Décès
Il décède entre avril 1363 quand le grand maître et le couvent de l'ordre de Saint-Jean de Jérusalem désignent son successeur à la commanderie d'Aix-en-Provence, certainement avant le 18 décembre 1365, date à laquelle les mêmes désignent le nouveau prieur de l'ordre de Saint-Jean de Jérusalem à Capoue.